# Einadia polygonoides
Einadia polygonoides là loài thực vật có hoa thuộc họ Dền. Loài này được (Murr) Paul G.Wilson mô tả khoa học đầu tiên năm 1983.